# Русава (волейбольный клуб)
«Руса́ва» (1940—1945 — «Здоро́вье», 1950—1953 — «Ме́дик», 1958—1976 — «Буре́вестник», 1977—1978 — СКИФ, 1978—1991 — «Со́кол») — советский и украинский женский волейбольный клуб из Киева.

## Достижения
- Бронзовый призёр чемпионата СССР 1981.

## История
В 1940 году в чемпионате СССР приняла участие женская волейбольная команда «Здоровье» (Киев), созданная при Киевском медицинском институте. Дебют вышел неудачным. Преодолеть зональные соревнования команда не смогла. В 1945 «Здоровье» вновь было среди участников союзного первенства, но заняло только предпоследнее 9-е место. В 1950—1952 команда уже под новым названием «Медик» выступала в чемпионатах СССР. Лучшим результатом стало 11-е место в 1952 году.
В 1958 команда перешла под патронаж Киевского государственного института физической культуры и переименована в «Буревестник». Тогда же она выиграла соревнования в классе «Б» и с 1960 «Буревестник» неизменно был среди участников класса «А» союзного волейбольного первенства. Больших успехов киевлянки не добивались. Вплоть до 1978 года лучшим результатом «студенток» было 5-е место в чемпионате СССР 1975.
В 1975 году четыре волейболистки киевского «Буревестника» (Л.Осадчая, А.Ростова, Т.Белоус и Н.Стесива) в составе сборной Украины стали чемпионками Спартакиады народов СССР.
В 1977 «Буревестник» был переименован в СКИФ (Спортивный клуб института физкультуры), а с 1979 года в союзных первенствах команда выступала под названием «Сокол». Первый и единственный серьёзный успех к киевской команде пришёл в 1981, когда «Сокол» под руководством старшего тренера В.Иванова занял 3-е место в чемпионате СССР. Бронзовыми призёрами стали Л.Осадчая, А.Мазур (Ростова), В.Воронкова, Т.Дыма, Н.Ищенко, И.Калганова, Г.Косенко, С.Криворучко, В.Лялюк, И.Музычко, И.Тищенко, В.Шмонда.
Следующий сезон для «Сокола» завершился крайне неудачно. В предварительном этапе высшей лиги киевлянки заняли только 10-е место среди 12 участников, а в переходном турнире команда финишировала лишь 8-й и покинула высший дивизион советского женского волейбола. Во всех последующих первенствах СССР «Сокол» выступал в 1-й лиге.
В 1991 киевская команда наконец то добилась права на возвращение в элиту союзного женского волейбола, выиграв соревнования в 1-й лиге, но в сезоне 1991/92 «Русава» (как стала называться команда) из-за прекращения проведения чемпионатов СССР приняла участие в открытом чемпионате России (высшая лига), заняв в нём последнее 12-е место.
В 1992 году «Русава» была среди участников первого независимого чемпионата Украины, но выйти в финальную стадию не смогла. В том же году волейбольный клуб прекратил своё существование.
В последующих первенствах Украины принимали участие некоторые команды из Киева, но войти в число призёров ни одной из них не удалось.

## Волейболистки клуба в сборной СССР
В составе сборной СССР выступали две волейболистки киевского «Буревестника»/СКИФ, становившиеся победителями и призёрами Олимпийских игр, чемпионатов мира и Европы:
- Лилия Осадчая — серебряный призёр Олимпийских игр 1976, серебряный (1974) и бронзовый (1978) призёр чемпионатов мира, чемпионка Европы 1975;
- Анна Ростова — серебряный призёр Олимпийских игр 1976, двукратная чемпионка Европы (1971 и 1975);